# کوجوناپ، استرالیای غربی
کوجوناپ (به انگلیسی: Kojonup) یک شهرک در استرالیا است که در استرالیای غربی واقع شده‌است.